# Офиофагия

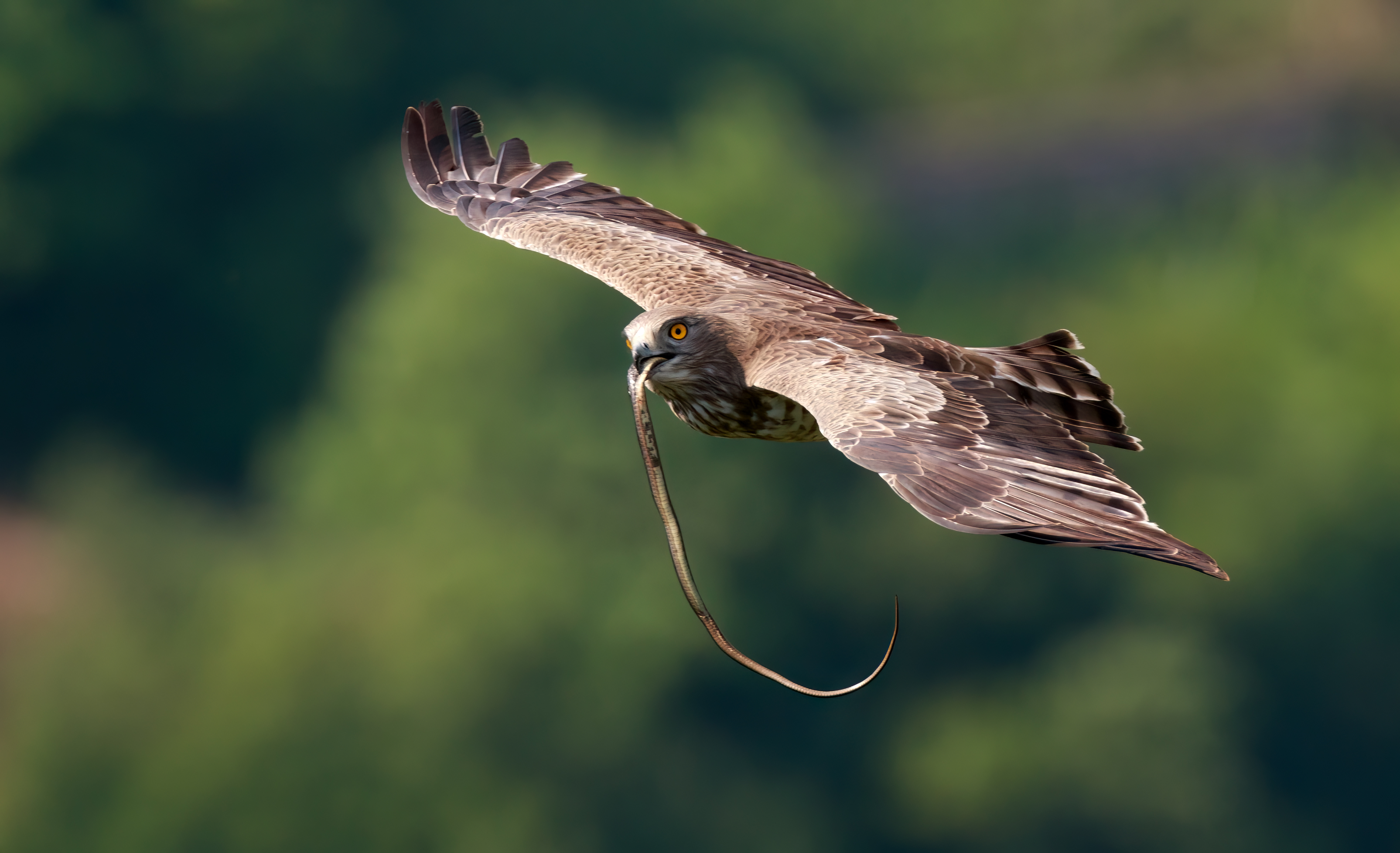
Змееяд с пойманной змеей

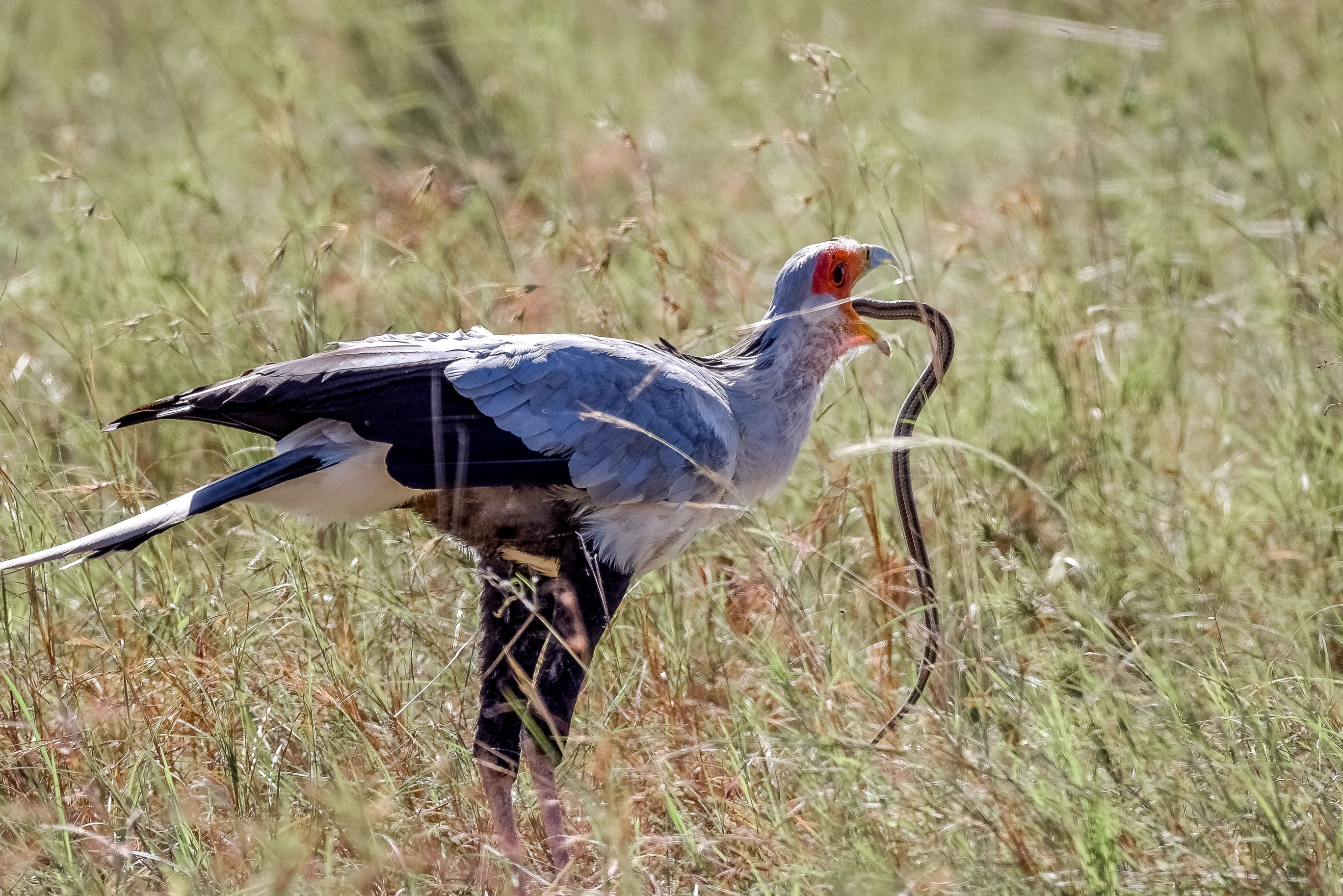
Птица-секретарь, заглатывающая змею

Офиофагия (от греческого ὄφις — «змея» и φάγειν — «поедание») — специализированная форма питания и пищевого поведения некоторых позвоночных животных, охотящихся и питающихся змеями. Офиофаги существуют среди млекопитающих (например, мангусты и скунсы), птиц (змееяды, птица-секретарь и некоторые ястребы), ящериц (некоторые вараны, в частности среднеазиатский серый варан) и самих змей (королевская кобра, обыкновенная королевская змея, крайты, муссураны). При этом некоторые из этих хищников являются облигатными офиофагами, то есть узко специализируются на охоте и поедании змей и питаются преимущественно только ими. Это, например, змееяды, королевская кобра и некоторые крайты. Королевская кобра даже получила свое научное название Ophiophagus (буквально «поедатель змей») за то, что питается почти исключительно другими змеями. Её добычей могут становится и неядовитые ужеобразные змеи, и ядовитые, такие как крайты (которые в свою очередь сами являются облигатными офиофагами, питающимися мелкими змеями), украшенные аспиды и даже другие виды кобр. В то же время многие животные, являющиеся оппортунистическими хищниками, при случае нападают и поедают разных змей. Чаще всего их добычей становятся некрупные неядовитые змеи, однако могут быть и ядовитые. Нападать на мелких змей могут и некоторые крупные хищные беспозвоночные, например, сколопендры.
Многие животные-офиофаги, по-видимому, невосприимчивы к яду большинства змей, на которых они охотятся и которыми питаются. Так, в крови муссуран есть антигеморрагические и антинейротоксические антитела. Большой устойчивостью к геморрагическому змеиному яду обладает виргинский опоссум, иммунитет к яду которого не приобретен и, вероятно, развился как адаптация к охоте и питанию ядовитыми ямкоголовыми змеями. Способность мангустов противостоять змеиному яду, по крайней мере, частично обусловлена их модифицированным никотиновым ацетилхолиновым рецептором (AcChoR), который не связывается с альфа-бунгаротоксином и альфа-нейротоксином.
В некоторых регионах фермеры держат животных-офиофагов в качестве домашних животных, чтобы те контролировали численность ядовитых змей, таких как кобры и ямкоголовые змеи (включая гремучих змей и копьеголовых змей), которые ежегодно кусают большое количество домашних животных, таких как крупный рогатый скот, и людей. В Индии, например, приручают мангустов. В 1930-х годах в Бразилии был опробован план по разведению и выпуску большого количества муссуранов для контроля численности ямкоголовых змей, однако он не сработал. Институт Бутантан в Сан-Паулу, который специализируется на производстве противоядий, воздвиг статую змее муссуране в качестве её символа и дани уважения её полезности в борьбе с укусами ядовитых змей.

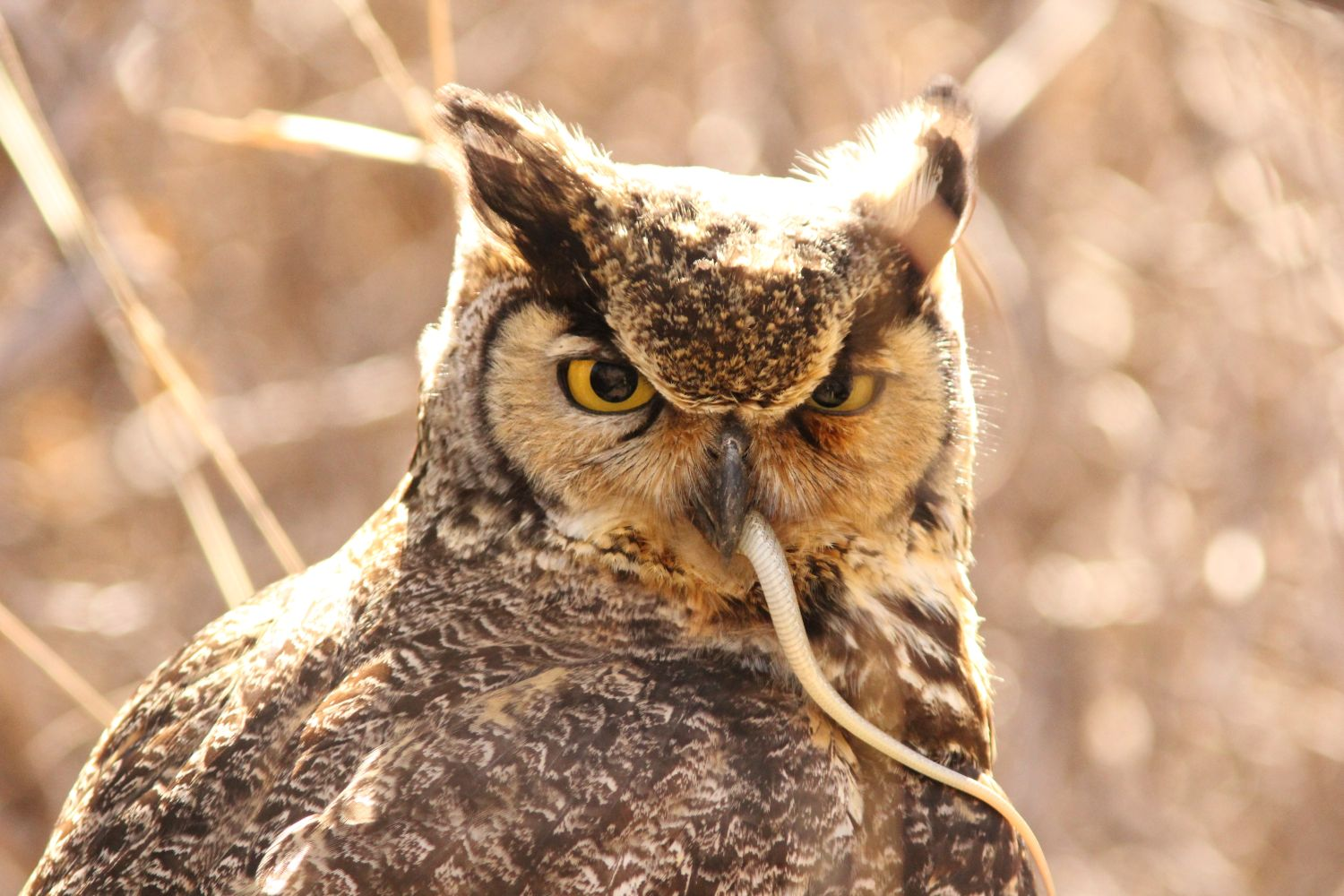
Виргинский филин с пойманной змеей
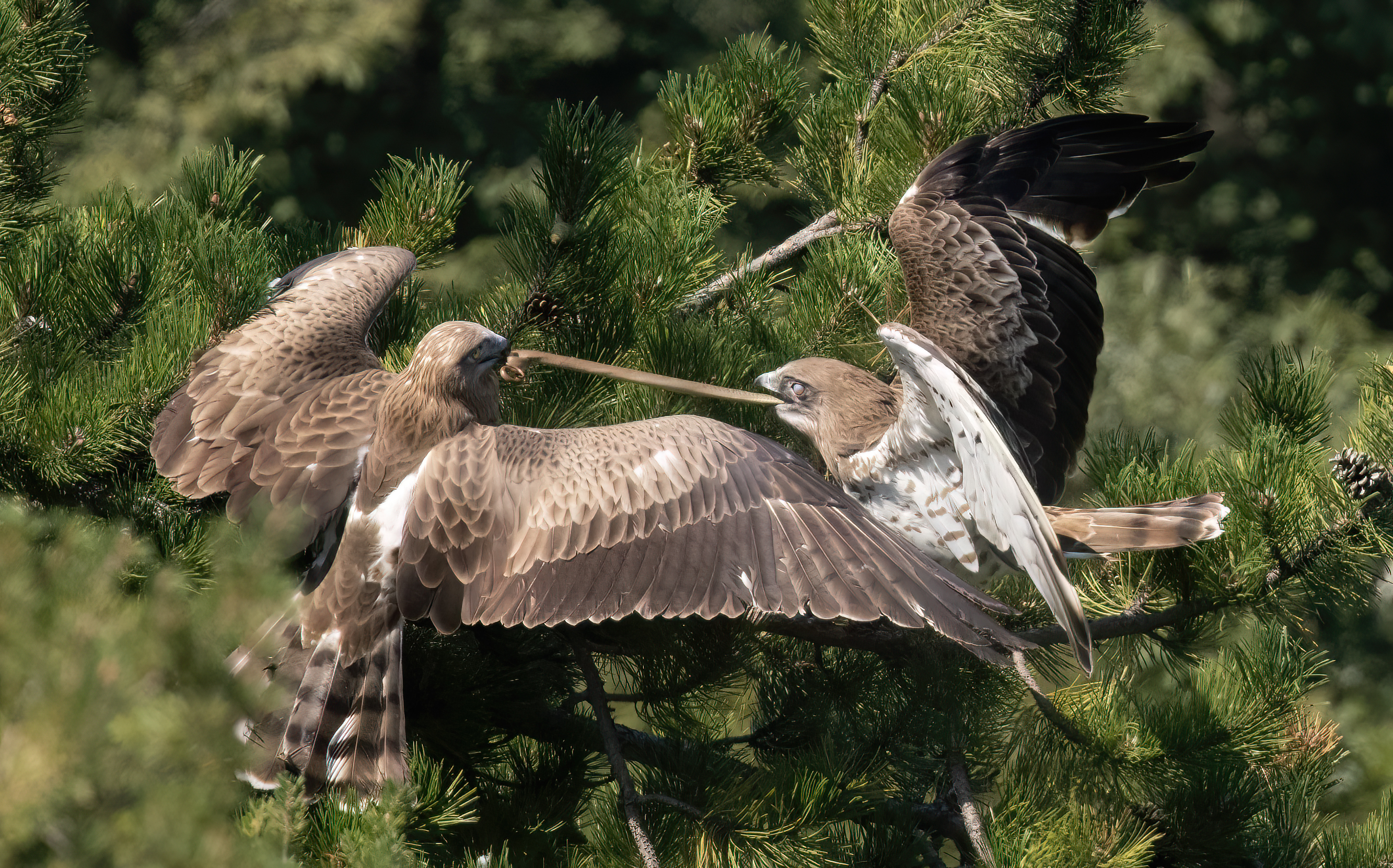
Два змееяда поедают змею
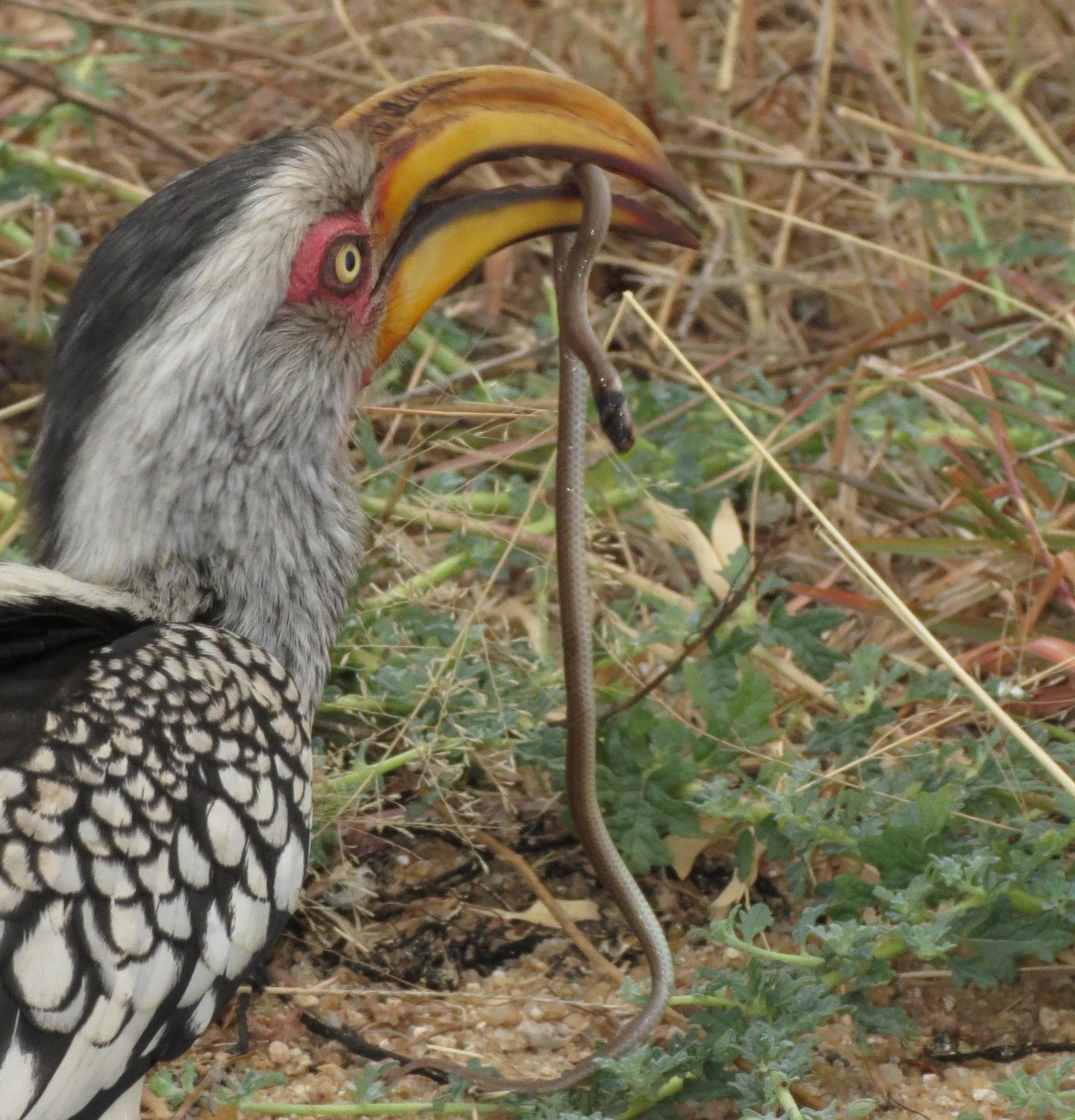
Южный желтоклювый токо с пойманным капским многоножкоедом
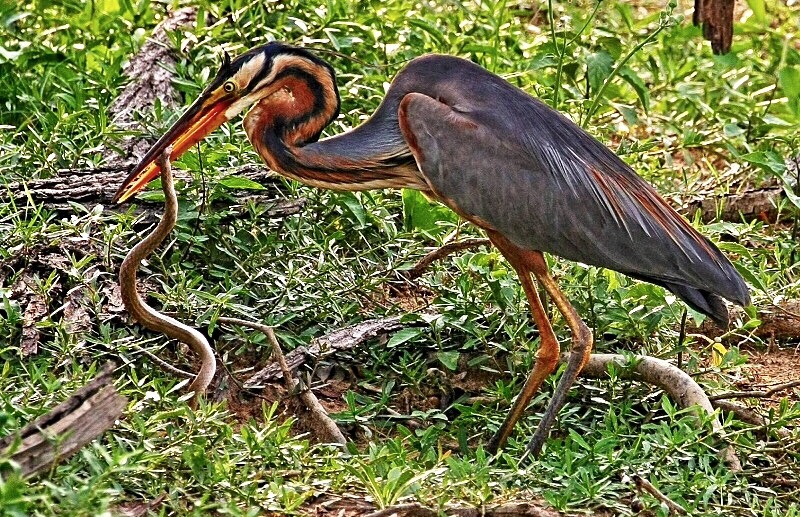
Рыжая цапля с пойманной змеей
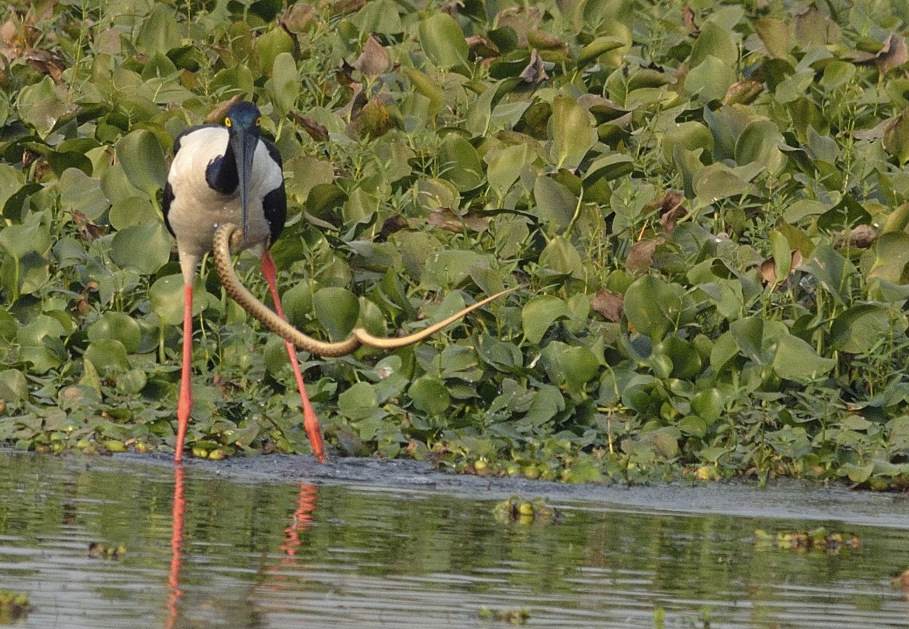
Азиатский ябиру поймал змею
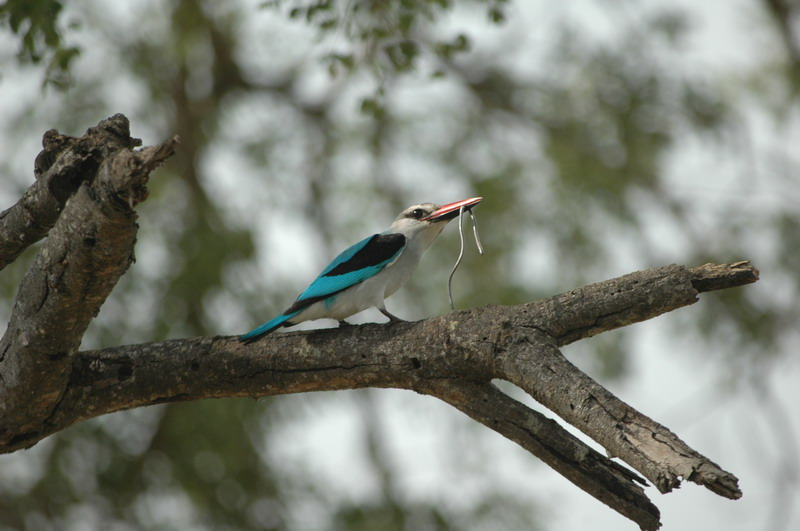
Сенегальская альциона с пойманной узкоротой змеей
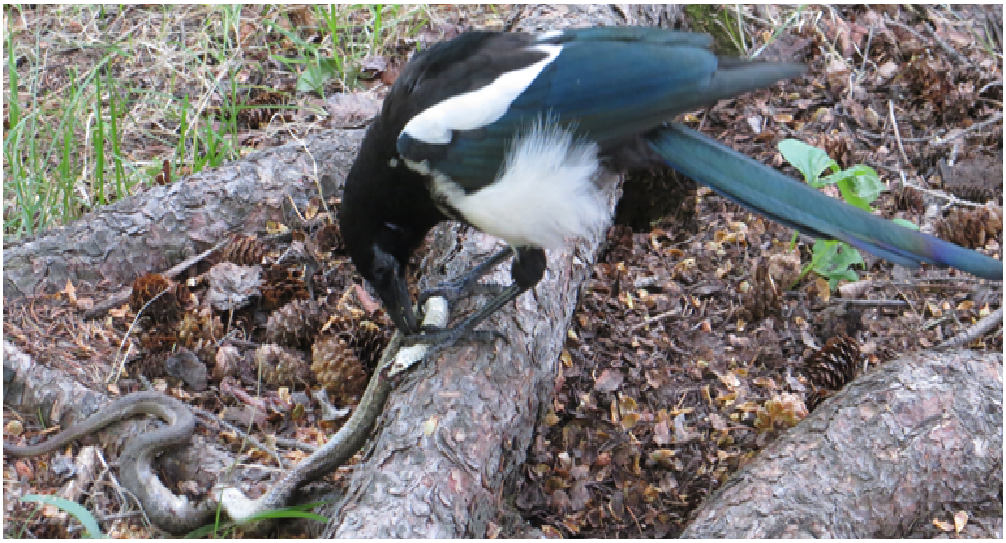
Американская сорока поедает стройную подвязочную змею
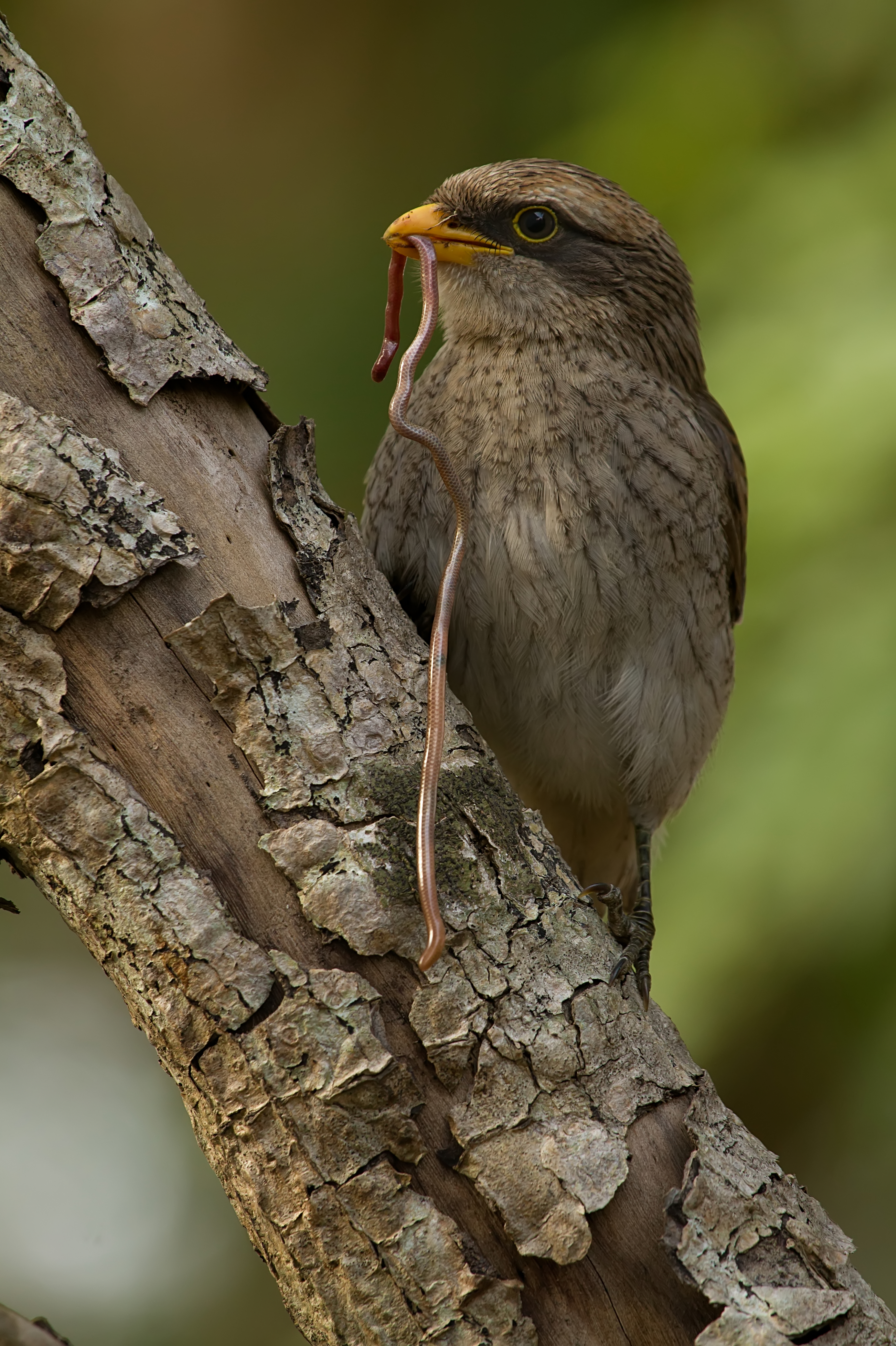
Желтоклювый сорокопут с пойманной червеобразной змеей
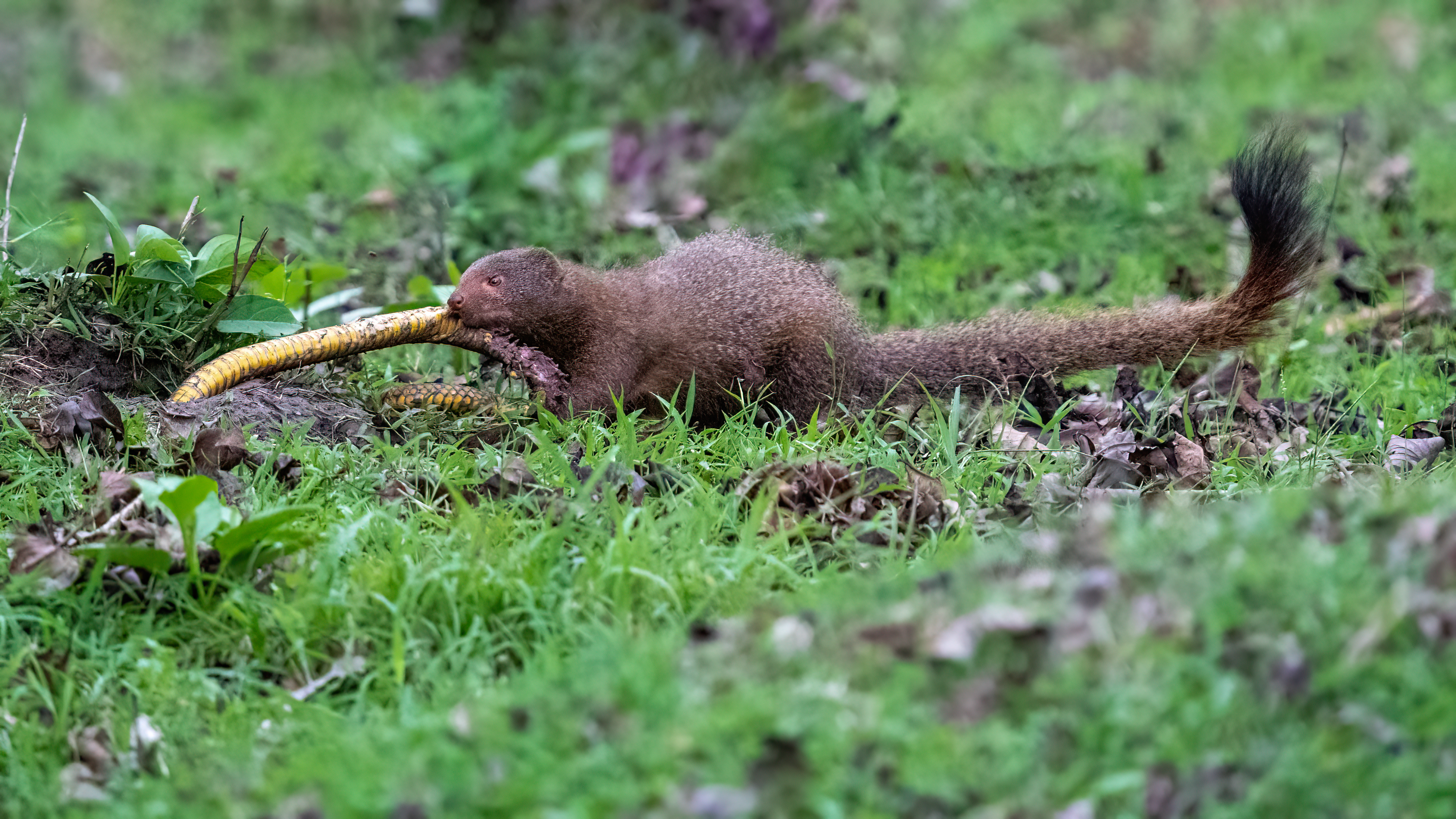
Индийский мангуст, поедающий змею
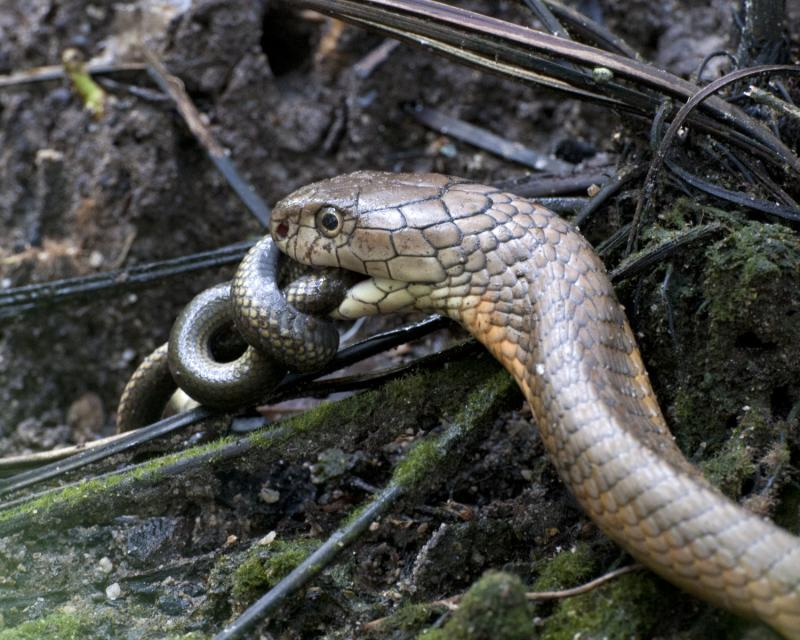
Королевская кобра, поедающая красную цилиндрическую змею
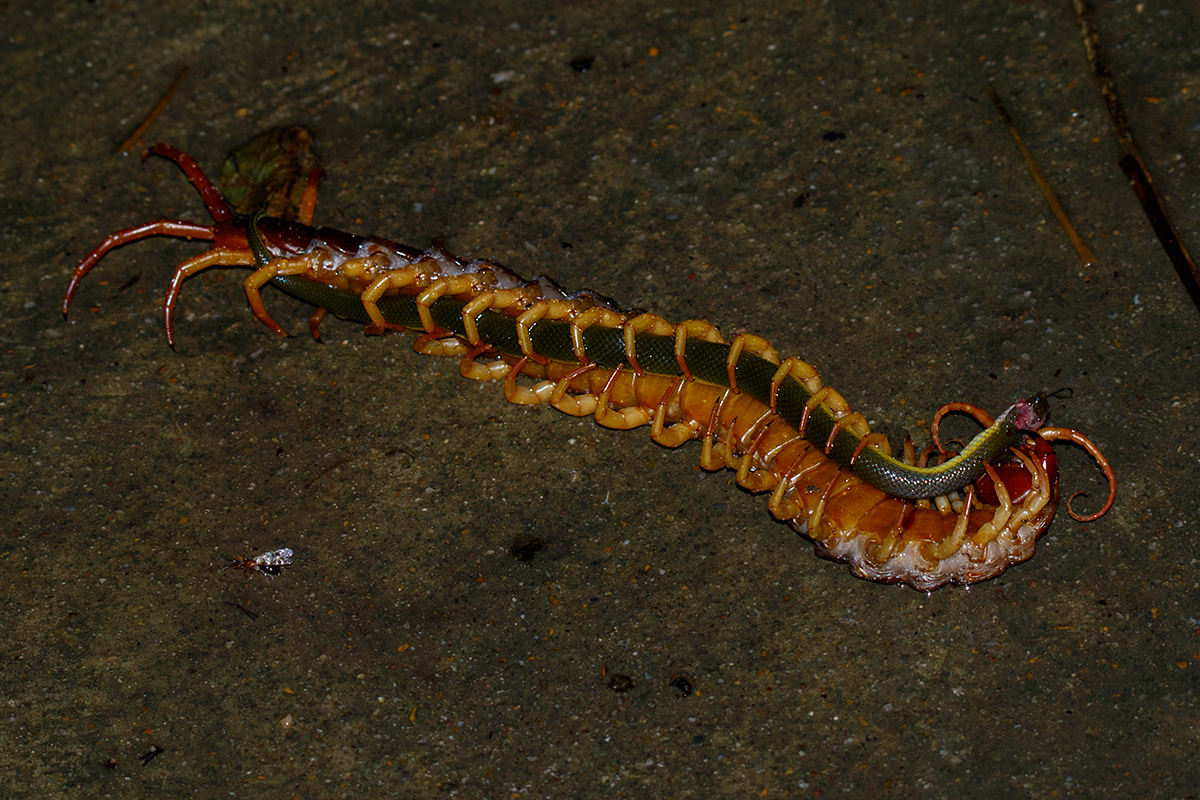
Сколопендра Scolopendra dehaani[англ.] поймала змею Hypsiscopus plumbeus
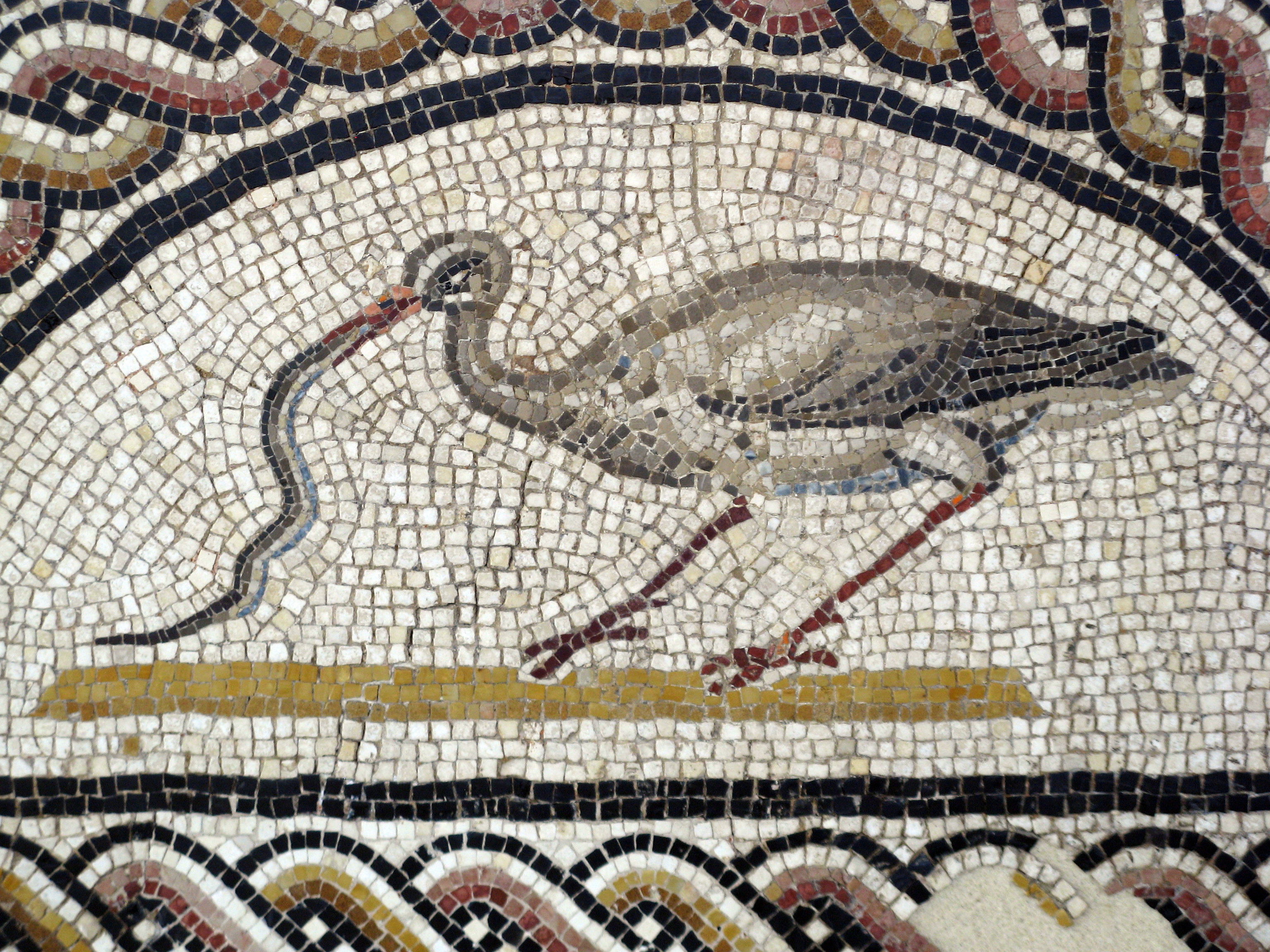
Римская мозаика II века нашей эры, изображающая птицу, поедающую змею
Герб Мексики, на котором изображен орел, держащий в клюве и лапе гремучую змею